# Делувијум
Делувијум је акумулациони материјал делувијалног процеса, настао као продукт распадања подинских стена, који је пренет спирањем и гравитацијом и таложен на благим падинама и у подножјима долинских страна. Код делувијума се састав материјала посматрано низ падину мењати од ситнозрно дробинско-шљунковитог до лесоидно-суглиновитог и глиновитог састава, зависно од геолошког супстрата. Преовлађујуће учешће ипак имају песковито-глиновите фракције са наглашеном дискретном слојевитошћу паралелно природној падини. Таложењем делувијума настаје прекривач растреситог материјала.

## Делувијална земљишта
Делувијална земљишта настају тако што вода доноси са виших терена материјал у подножје. Делувијум је добрим делом из грубог детритуса, камена и шљунка, али измешаног са више или мање ситне земље. Изложена су у време јаких киша. Творевине овог земљишта су распрострањене локално у брдско-планинским подручјима. Шумска вегетација, затвореног склопа је најбољи чувар и стабилизатор ових земљишта. Под шумом делувијум постепено прелази у климазони тип.